# FK Senica 2011/2012
Tento článek se podrobně zabývá sestavou a statistikami týmu FK Senica v sezoně 2011 – 2012. V této sezoně FK Senica neobhajuje žádnou trofej z předchozí sezony, ve které skončila v Corgoň lize na 2. místě. Mužstvo nastoupilo v Evropské lize, kde ve 2. předkole podlehlo rakouskému týmu FC Red Bull Salzburg. Tým postoupil do finále slovenského poháru, kde prohrál s MŠK Žilina 2:3 po prodloužení.

## Soupiska (jaro)
| #  | Pozice | Hráč                      |
| -- | ------ | ------------------------- |
| 26 | B      | Petr Bolek                |
| 18 | B      | Pavel Kamesch             |
| 3  | O      | Ján Gajdošík (kapitán)    |
| 16 | O      | Nicolas Ezequiel Gorosito |
| 15 | O      | Ivan Hladík               |
| 5  | O      | Pedro Leal                |
| 13 | O      | Petr Pavlík               |
| 17 | O      | Róbert Pillár             |
| 20 | Z      | Bolinha                   |
| 10 | Z      | Jaroslav Černý            |
| 14 | Z      | Jaroslav Diviš            |

| #  | Pozice | Hráč                |
| -- | ------ | ------------------- |
| 9  | Z      | Martin Ďurica       |
| 19 | Z      | Jan Kalabiška       |
| 6  | Z      | Tomáš Kóňa          |
| 23 | Z      | Juraj Križko        |
| 8  | Z      | Bridget Motha       |
| 2  | Z      | Tomáš Strnad        |
| 8  | Z      | Peter Štěpanovský   |
| 12 | Z      | Stef Wijlaars       |
| 7  | Ú      | Rolando Blackburn   |
| 13 | Ú      | Lamine Diarrassouba |
| 11 | Ú      | Petr Hošek          |

### Statistiky hráčů FK Senica 2011/2012
| Pozice | Jméno hráče               | Zápasy | Počet minut | Čistá konta | Žluté karty | Červené karty | Národnost         |
| B      | Petr Bolek                | 27     | 2430        | 15          | 2           | 0             | Česko             |
| B      | Pavel Kamesch             | 6      | 540         | 2           | 0           | 0             | Česko             |
| Pozice | Jméno hráče               | Zápasy | Počet minut | Góly        | Žluté karty | Červené karty | Národnost         |
| O      | Ján Gajdošík              | 19     | 1582        | 1           | 4           | 1             | Slovensko         |
| O      | Nicolas Ezequiel Gorosito | 30     | 2696        | 4           | 8           | 0             | Argentina         |
| O      | Ivan Hladík               | 1      | 48          | 0           | 0           | 0             | Slovensko         |
| O      | Pedro Leal                | 24     | 2139        | 0           | 2           | 1             | Kostarika         |
| O      | Petr Pavlík               | 23     | 1873        | 2           | 4           | 0             | Česko             |
| O      | Róbert Pillár             | 13     | 1062        | 0           | 1           | 0             | Slovensko         |
| O      | Petr Šíma                 | 4      | 284         | 0           | 1           | 0             | Česko             |
| O      | Marián Štrbák             | 3      | 184         | 0           | 1           | 0             | Slovensko         |
| O      | Aleš Urbánek              | 5      | 450         | 0           | 1           | 0             | Česko             |
| Z      | Bolinha                   | 14     | 265         | 0           | 4           | 0             | Brazílie          |
| Z      | Jaroslav Černý            | 11     | 814         | 2           | 1           | 0             | Česko             |
| Z      | Jaroslav Diviš            | 26     | 2084        | 5           | 4           | 1             | Česko             |
| Z      | Martin Ďurica             | 23     | 1661        | 3           | 5           | 0             | Slovensko         |
| Z      | Jan Kalabiška             | 27     | 1579        | 3           | 1           | 0             | Česko             |
| Z      | Tomáš Kapusta             | 1      | 8           | 0           | 0           | 0             | Slovensko         |
| Z      | Tomáš Kóňa                | 32     | 2855        | 5           | 6           | 0             | Slovensko         |
| Z      | Juraj Križko              | 17     | 1347        | 1           | 3           | 0             | Slovensko         |
| Z      | Bridget Motha             | 3      | 228         | 0           | 1           | 0             | Jižní Afrika      |
| Z      | Tomáš Strnad              | 24     | 1717        | 1           | 9           | 1             | Česko             |
| Z      | Peter Štěpanovský         | 8      | 641         | 0           | 4           | 1             | Slovensko         |
| Z      | Jiří Valenta              | 14     | 494         | 2           | 2           | 0             | Česko             |
| Z      | Stef Wijlaars             | 17     | 1363        | 0           | 4           | 0             | Nizozemsko        |
| Ú      | Rolando Blackburn         | 14     | 933         | 5           | 2           | 0             | Panama            |
| Ú      | Lamine Diarrassouba       | 11     | 577         | 1           | 3           | 0             | Pobřeží slonoviny |
| Ú      | Petr Hošek                | 19     | 765         | 3           | 2           | 0             | Česko             |
| Ú      | Karel Kroupa              | 11     | 562         | 2           | 1           | 0             | Česko             |
| Ú      | Juraj Piroska             | 16     | 1425        | 4           | 2           | 0             | Slovensko         |
| Ú      | Michal Vilkovský          | 1      | 13          | 0           | 0           | 0             | Slovensko         |

- hráči bez jediného startu: Ján Malec, Peter Ďuriš, Miroslav Sedlák, Lukáš Strelka

### Střelecká listina
| Poz. | Nár.              | Hráč                  | Góly | Corg. liga | Slov. pohár |
| ---- | ----------------- | --------------------- | ---- | ---------- | ----------- |
| Z    | Slovensko         | Tomáš Kóňa            | 8    | 5          | 3           |
| Ú    | Panama            | Rolando Blackburn ±   | 7    | 5          | 2           |
| Z    | Česko             | Jaroslav Diviš        | 6    | 5          | 1           |
| O    | Argentina         | Nicolas Gorosito      | 4    | 4          | -           |
| Ú    | Slovensko         | Juraj Piroska †       | 4    | 4          | -           |
| Z    | Slovensko         | Martin Ďurica         | 3    | 3          | -           |
| Z    | Česko             | Jan Kalabiška         | 3    | 3          | -           |
| Z    | Nizozemsko        | Stef Wijlaars         | 3    | 3          | -           |
| Ú    | Česko             | Petr Hošek            | 3    | 3          | -           |
| O    | Slovensko         | Ján Gajdošík          | 2    | 1          | 1           |
| O    | Česko             | Petr Pavlík           | 2    | 2          | -           |
| Z    | Česko             | Jaroslav Černý ±      | 2    | 2          | -           |
| Z    | Česko             | Tomáš Strnad          | 2    | 1          | 1           |
| Z    | Česko             | Jiří Valenta †        | 2    | 2          | -           |
| Z    | Česko             | Karel Kroupa †        | 2    | 2          | -           |
| Z    | Slovensko         | Juraj Križko          | 1    | 1          | -           |
| Ú    | Pobřeží slonoviny | Lamine Diarrassouba ± | 1    | 1          | -           |
|      |                   | soupeřův vlastní      | 0    | 0          | 0           |
|      |                   | Celkem                | 55   | 47         | 8           |

Poslední úprava: 13. dubna 2014 (po 33. kole)

Vysvětlivky: † = odehrál pouze podzimní část, ± = odehrál pouze jarní část

### Ligová tabulka
| Poř. | Tým                  | Z  | V  | R  | P  | VG | OG | B  |
| ---- | -------------------- | -- | -- | -- | -- | -- | -- | -- |
| 2.   | FC Spartak Trnava    | 33 | 19 | 8  | 6  | 44 | 22 | 65 |
| 3.   | ŠK Slovan Bratislava | 33 | 16 | 11 | 6  | 48 | 35 | 59 |
| 4.   | FK Senica            | 33 | 15 | 12 | 6  | 47 | 23 | 57 |
| 5.   | FK AS Trenčín        | 33 | 12 | 12 | 9  | 51 | 49 | 48 |
| 6.   | MFK Ružomberok       | 33 | 11 | 11 | 11 | 39 | 34 | 44 |

Poslední úprava: 13. dubna 2014 (po 33. kole).

Vysvětlivky: Z = Zápasy; V = Výhry; R = Remízy; P = Prohry; VG = Vstřelené góly; OG = Obdržené góly; B = Body.